# جورجي زين
جورجي زين (بالرومانية: Gheorghe Zane)‏ هو مؤرخ واقتصادي روماني، ولد في 11 أبريل 1897 في غالاتس في رومانيا، وتوفي في 22 مايو 1978 في بوخارست في رومانيا.